# Carreira (Leiria)
Carreira é uma povoação portuguesa do Município de Leiria que foi sede da extinta Freguesia de Carreira, freguesia que tinha 5,54 km² de área e 1 166 habitantes (2011), e, por isso, uma densidade populacional de 210,5 hab/km².
A Freguesia de Carreira que fora criada pelo Decreto-Lei nº74/89, de 28 de agosto de 1989, por desanexação da freguesia de Souto da Carpalhosa, foi extinta em 2013, no âmbito de uma reforma administrativa nacional, para, em conjunto com a Freguesia de Monte Redondo formar uma nova freguesia denominada União das Freguesias de Monte Redondo e Carreira com sede em Monte Redondo.

## População
| População da freguesia de Carreira | População da freguesia de Carreira | População da freguesia de Carreira | População da freguesia de Carreira | População da freguesia de Carreira | População da freguesia de Carreira | População da freguesia de Carreira | População da freguesia de Carreira | População da freguesia de Carreira | População da freguesia de Carreira | População da freguesia de Carreira | População da freguesia de Carreira | População da freguesia de Carreira | População da freguesia de Carreira | População da freguesia de Carreira |
| ---------------------------------- | ---------------------------------- | ---------------------------------- | ---------------------------------- | ---------------------------------- | ---------------------------------- | ---------------------------------- | ---------------------------------- | ---------------------------------- | ---------------------------------- | ---------------------------------- | ---------------------------------- | ---------------------------------- | ---------------------------------- | ---------------------------------- |
| 1864                               | 1878                               | 1890                               | 1900                               | 1911                               | 1920                               | 1930                               | 1940                               | 1950                               | 1960                               | 1970                               | 1981                               | 1991                               | 2001                               | 2011                               |
|                                    |                                    |                                    |                                    |                                    |                                    |                                    |                                    |                                    |                                    |                                    |                                    | 1 254                              | 1 337                              | 1 166                              |

Criada pela Lei n.º 74/89  , de 28 de Agosto, com lugares desanexados da freguesia de Souto da Carpalhosa

## Património Histórico
- Igreja Matriz

## Eventos Culturais (Festas populares e religiosas)
- Senhora do Sagrado Coração de Jesus (Setembro)
- S. Jorge (Abril)

## Evolução Populacional
Em 1991 tinha 1.254 habitantes e em 2001 contaram-se 1337 habitantes1.

## Indicadores de Freguesia referentes a 2001
- Área Total 5,52 Km2,
- Densidade Populacional 242,06 hab/Km2,
- População Residente Total 1337,
- População Residente H 679,
- População Residente M 658,
- Famílias Clássicas Residentes 429,
- Famílias Institucionais 2,
- Núcleos Familiares Residentes 385,
- Nados vivos, HM 13,
- Nados vivos, H 9,
- Óbitos, HM 14,
- Óbitos, H 7,
- Alojamentos Familiares - Total 575,
- Alojamentos Familiares - Clássicos 571,
- Alojamentos Familiares - Outros 4,
- Alojamentos Colectivos 2,
- Edifícios 549,